# Kremmarholmen

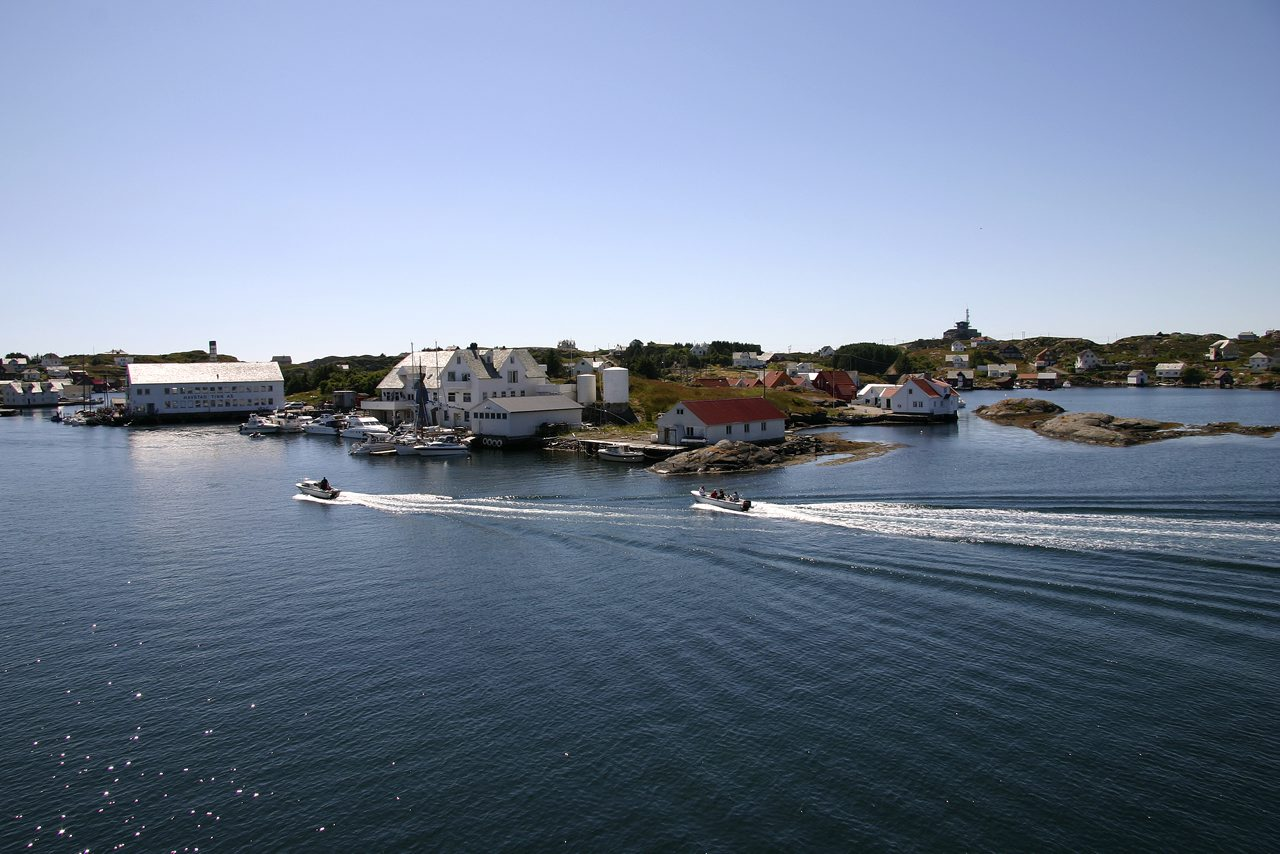
Kremmarholmen

Kremmarholmen (historisch auch Kræmmerholmen) ist ein alter Handelsposten auf der Insel Fedje. Er befindet sich in der gleichnamigen Kommune im Bezirk Vestland in Norwegen. Das Hauptgebäude des Handelspostens wurde im Jahre 1652 an diesen Ort verlegt.

## Geschichte
Während des 18. Jahrhunderts war Fedje ein wichtiger Handelsplatz, Kremmarholmen stellte dabei den Ort dar, an dem der Handel letztendlich stattfand. Im Jahre 1702 erhielten Bürger der norwegischen Stadt Bergen die Erlaubnis einen Handelsplatz für Händler an der Nähe der Küste zu errichten. Der Handel wurde gesteuert durch einen geeigneten Vorarbeiter eines Kaufmannes. Christopher Kahrs, einer der damalig reichste Kaufmänner Bergens, kaufte letztlich Kremmarholmen im Jahre 1799. Neben dem eigentlichen Handelsposten besaß er auch die ganze Insel Fedje, darunter Mieterbetriebe und alle Wohnhäuser.

## Heute
Kremmarholmen wurde 1991 als Touristenattraktion mit einem Gasthaus mit Übernachtungsmöglichkeit wiedereröffnet. Die Anlage wurde jedoch im September 2008 bereits geschlossen.
Heute besteht Kremmarholmen aus einem alten Gebäude, das früher ein Restaurant war, und dem alten Bootshaus (Naustet), das früher die örtliche Kneipe war.

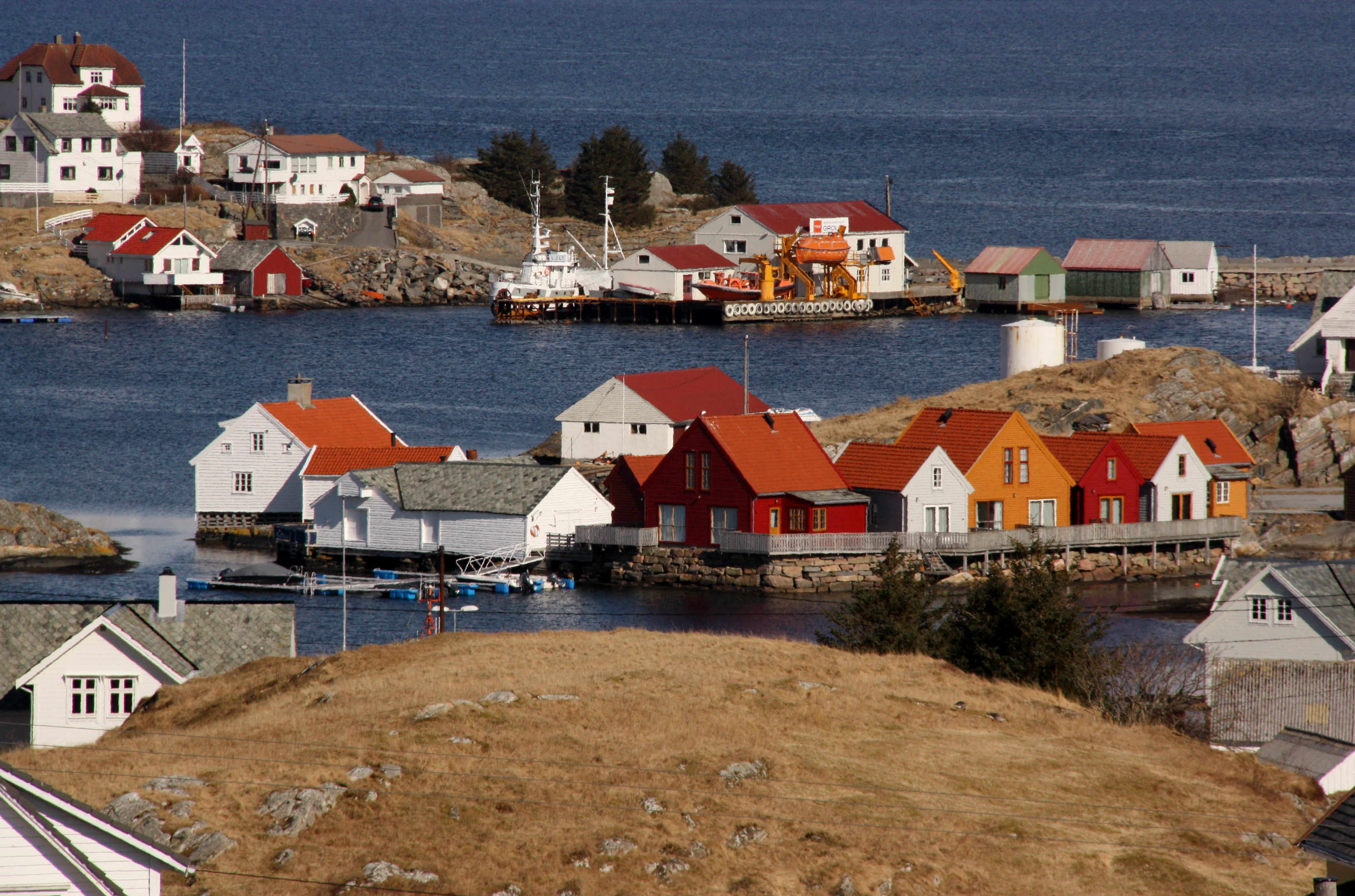
Sicht auf Kremmarholmen
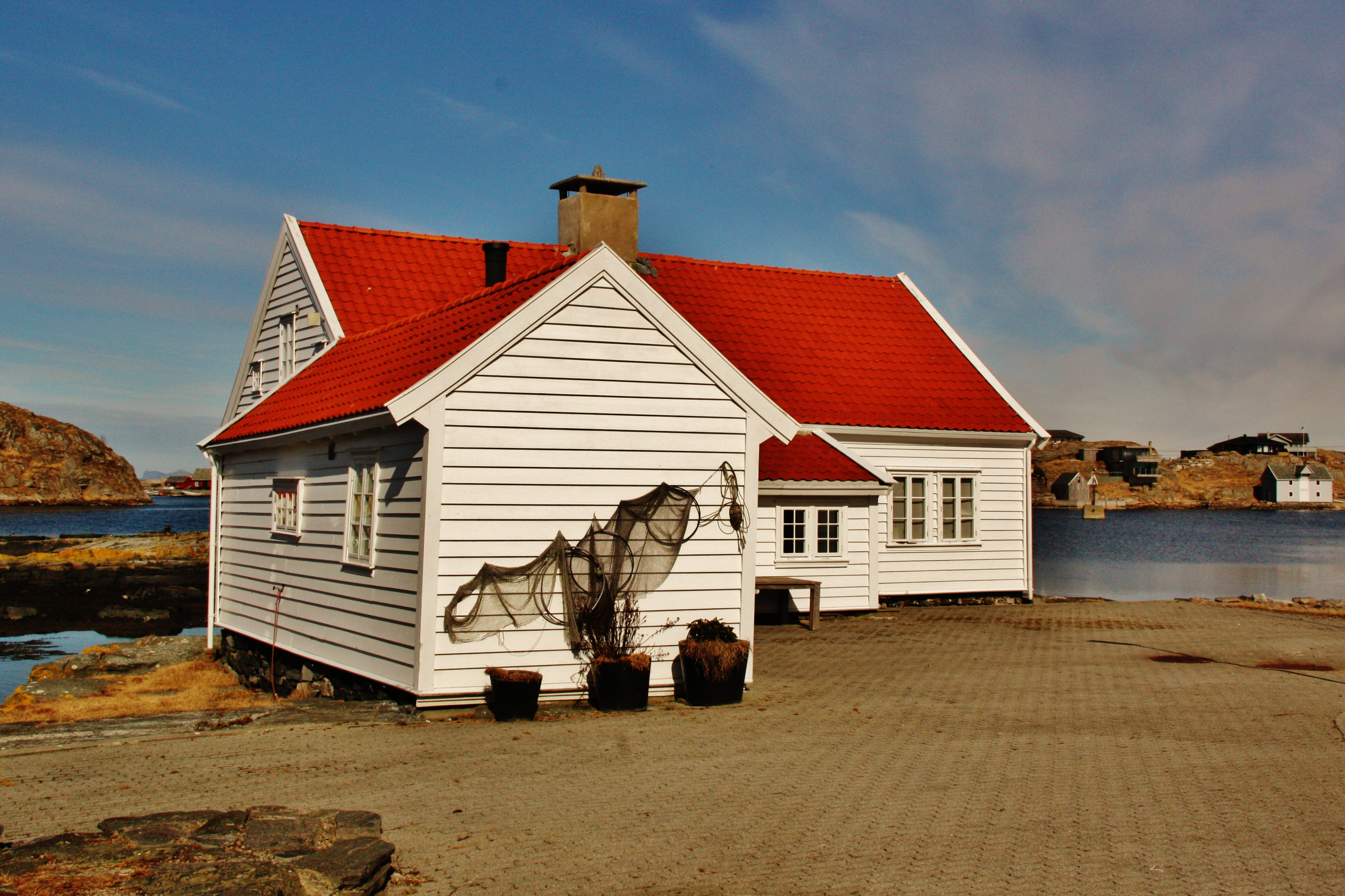
Restaurant